# Élections présidentielles sous la Cinquième République des représentants des Français établis hors de France
Depuis l'adoption de la Constitution de la Cinquième République française, dix élections présidentielles ont eu lieu afin d'élire le président de la République. Cette page présente les résultats de ces élections pour les Français établis hors de France depuis 2002.

## Synthèse des résultats du second tour
Les Français établis hors de France vote traditionnellement de manière tranchée dans la tendance nationale, mais avec des scores bien plus élevés, hormis en 2007 où Nicolas Sarkozy (53,99 %) obtient un score similaire au niveau national. En 2017, Emmanuel Macron (89,31 %) obtient un score supérieur de 23 points au niveau national, Marine Le Pen (10,69 %) obtenant un de ses résultats les plus faibles.
| année | Répartition des exprimés | Répartition des exprimés | Participation (% des inscrits) | Blancs ou nuls (% des votants) |

| 2017 | Emmanuel Macron (89,31 %) (France : 66,10 %) | Marine Le Pen (10,69 %) (France : 33,90 %) | 45,84 % (France : 77,77 %) | 0,44 % (France : 2,47 %) |

| 2012 | François Hollande (46,95 %) (France : 51,64 %) | Nicolas Sarkozy (53,05 %) (France : 48,36 %) | 39,07 % (France : 80,35 %) | 1,08 % (France : 5,82 %) |

| 2007 | Nicolas Sarkozy (53,99 %) (France : 53,06 %) | Ségolène Royal (46,01 %) (France : 46,94 %) | 40,3 % (France : 83,97 %) | 0,75 % (France : 4,20 %) |

| 2002 | Jacques Chirac (91.77 %) (France : 82,21 %) | J.-M. Le Pen (8,23 %) (France : 17,79 %) | 37,27 % (France : 79,71 %) | 1,06 % (France : 3,38 %) |

|  | ▲ |

## Résultats détaillés par scrutin

### 2017
Le premier tour de l'élection présidentielle de 2017 voit s'affronter onze candidats. Emmanuel Macron arrive en tête devant Marine Le Pen et tous deux se qualifient pour le second tour. Néanmoins, avec François Fillon et Jean-Luc Mélenchon, les scores des quatre candidats ayant recueilli le plus de voix sont serrés (4,43 points entre le 1er et le 4e). Pour la première fois, aucun des candidats des deux partis politiques pourvoyeurs jusque-là des présidents de la Ve République, n'est présent au second tour. Celui-ci se tient le dimanche 7 mai et se solde par la victoire d'Emmanuel Macron, avec un total de 20 753 798 bulletins de vote en sa faveur, soit 66,10 % des suffrages exprimés, face à la candidate du Front national, qui recueille 33,90 %. Le scrutin est néanmoins marqué par une forte abstention et par un record de votes blancs ou nuls. 
Pour les Français de l'étranger, Emmanuel Macron arrive en tête du premier tour avec 40,4 % des exprimés, suivi de François Fillon (26,32 %), Jean-Luc Mélenchon (15,83 %), Benoît Hamon (6,87 %) et Marine Le Pen (6,48 %). Au second tour, les électeurs ont voté à 89,31 % pour Emmanuel Macron contre 10,69 % pour Marine Le Pen avec un taux de participation de 45,84 % des inscrits.
|             | EM          | Emmanuel Macron       | 223 879   | 40,4 %     | 496 344   | 89,31 %    |  |  |
|             | LR          | François Fillon       | 145 829   | 26,32 %    |           |            |  |  |
|             | LFi         | Jean-Luc Mélenchon    | 87 692    | 15,83 %    |           |            |  |  |
|             | PS          | Benoît Hamon          | 38 092    | 6,87 %     |           |            |  |  |
|             | FN          | Marine Le Pen         | 35 926    | 6,48 %     | 59 415    | 10,69 %    |  |  |
|             | DlF         | Nicolas Dupont-Aignan | 8 837     | 1,59 %     |           |            |  |  |
|             | UPR         | François Asselineau   | 5 578     | 1,01 %     |           |            |  |  |
|             | NPA         | Philippe Poutou       | 3 414     | 0,62 %     |           |            |  |  |
|             | RES         | Jean Lassalle         | 2 530     | 0,46 %     |           |            |  |  |
|             | LO          | Nathalie Arthaud      | 1 312     | 0,24 %     |           |            |  |  |
|             | SeP         | Jacques Cheminade     | 1 030     | 0,19 %     |           |            |  |  |
|             |             |                       |           |            |           |            |  |  |
|             |             |                       | Nombre    | % inscrits | Nombre    | % inscrits |  |  |
| Inscrits    | Inscrits    | Inscrits              | 1 264 113 |            | 1 265 230 |            |  |  |
| Abstentions | Abstentions | Abstentions           | 704 383   | 55,72 %    | 685 276   | 54,16 %    |  |  |
| Votants     | Votants     | Votants               | 559 730   | 44,28 %    | 579 954   | 45,84 %    |  |  |
|             |             |                       |           |            |           |            |  |  |
|             |             |                       |           | % votants  |           | % votants  |  |  |
| Blancs      | Blancs      | Blancs                | 3 169     | 0,25 %     | 19 514    | 1,54 %     |  |  |
| Nuls        | Nuls        | Nuls                  | 2 442     | 0,19 %     | 4 681     | 0,37 %     |  |  |
| Exprimés    | Exprimés    | Exprimés              | 554 119   | 43,83 %    | 555 759   | 43,93 %    |  |  |

### 2012
Hollande, désigné par le PS à la suite d'une primaire ouverte, devance Sarkozy dès le premier tour de l'élection présidentielle de 2012 : c'est la première fois qu'un président sortant est ainsi devancé. Au second tour, Sarkozy est battu mais par un écart plus faible qu'attendu.
Pour les Français de l'étranger, les résultats sont les suivants :
|                | UMP            | Nicolas Sarkozy       | 153 301   | 38,01 %    | 236 160   | 53,05 %    |  |  |
|                | PS             | François Hollande     | 114 196   | 28,32 %    | 209 002   | 46,95 %    |  |  |
|                | MoDem          | François Bayrou       | 45 867    | 11,37 %    |           |            |  |  |
|                | FG             | Jean-Luc Mélenchon    | 33 503    | 8,31 %     |           |            |  |  |
|                | FN             | Marine Le Pen         | 23 995    | 5,95 %     |           |            |  |  |
|                | EELV           | Éva Joly              | 21 947    | 5,44 %     |           |            |  |  |
|                | DLF            | Nicolas Dupont-Aignan | 5 048     | 1,25 %     |           |            |  |  |
|                | NPA            | Philippe Poutou       | 2 843     | 0,7 %      |           |            |  |  |
|                | S&P            | Jacques Cheminade     | 1 457     | 0,36 %     |           |            |  |  |
|                | LO             | Nathalie Arthaud      | 1 137     | 0,28 %     |           |            |  |  |
|                |                |                       |           |            |           |            |  |  |
|                |                |                       | Nombre    | % inscrits | Nombre    | % inscrits |  |  |
| Inscrits       | Inscrits       | Inscrits              | 1 043 586 |            | 1 078 579 |            |  |  |
| Abstentions    | Abstentions    | Abstentions           | 635 882   | 60,93 %    | 623 669   | 57,82 %    |  |  |
| Votants        | Votants        | Votants               | 407 704   | 39,07 %    | 454 910   | 42,18 %    |  |  |
|                |                |                       |           |            |           |            |  |  |
|                |                |                       |           | % votants  |           | % votants  |  |  |
| Blancs ou nuls | Blancs ou nuls | Blancs ou nuls        | 4 410     | 1,08 %     | 9 748     | 2,14 %     |  |  |
| Exprimés       | Exprimés       | Exprimés              | 403 294   | 98,92 %    | 445 162   | 97,86 %    |  |  |

### 2007
Au premier tour de l'élection présidentielle de 2007, Sarkozy réussit à capter une partie des voix de Le Pen et arrive largement en tête. Royal est la première femme qualifiée pour le second tour d'une élection présidentielle. Elle est battue avec une avance de 6 points.
Pour les Français de l'étranger, les résultats sont les suivants :
|                | UMP            | Nicolas Sarkozy      | 126 703 | 38,49 %    | 183 613 | 53,99 %    |  |  |
|                | PS             | Ségolène Royal       | 98 498  | 29,92 %    | 156 480 | 46,01 %    |  |  |
|                | UDF            | François Bayrou      | 70 908  | 21,54 %    |         |            |  |  |
|                | FN             | Jean-Marie Le Pen    | 10 771  | 3,27 %     |         |            |  |  |
|                | Les Verts      | Dominique Voynet     | 6 518   | 1,98 %     |         |            |  |  |
|                | LCR            | Olivier Besancenot   | 4 389   | 1,33 %     |         |            |  |  |
|                | SE             | José Bové            | 3 951   | 1,2 %      |         |            |  |  |
|                | MPF            | Philippe de Villiers | 2 915   | 0,89 %     |         |            |  |  |
|                | GPA            | Marie-George Buffet  | 1 840   | 0,56 %     |         |            |  |  |
|                | LO             | Arlette Laguiller    | 1 624   | 0,49 %     |         |            |  |  |
|                | CPNT           | Frédéric Nihous      | 678     | 0,21 %     |         |            |  |  |
|                | CNRSP          | Gérard Schivardi     | 406     | 0,12 %     |         |            |  |  |
|                |                |                      |         |            |         |            |  |  |
|                |                |                      | Nombre  | % inscrits | Nombre  | % inscrits |  |  |
| Inscrits       | Inscrits       | Inscrits             | 822 944 |            | 821 919 |            |  |  |
| Abstentions    | Abstentions    | Abstentions          | 491 263 | 59,7 %     | 475 609 | 57,87 %    |  |  |
| Votants        | Votants        | Votants              | 331 681 | 40,3 %     | 346 310 | 42,13 %    |  |  |
|                |                |                      |         |            |         |            |  |  |
|                |                |                      |         | % votants  |         | % votants  |  |  |
| Blancs ou nuls | Blancs ou nuls | Blancs ou nuls       | 2 480   | 0,75 %     | 6 217   | 1,80 %     |  |  |
| Exprimés       | Exprimés       | Exprimés             | 329 201 | 99,25 %    | 340 093 | 98,20 %    |  |  |

### 2002
Après cinq années de cohabitation, un duel est attendu entre Chirac et le Premier ministre Jospin lors de l'élection présidentielle de 2002, mais, à la surprise générale, ce dernier est devancé par Le Pen au premier tour. Au second tour, Chirac bénéficie du ralliement de la gauche et reçoit un score sans précédent. Il s'agit de la première élection pour un mandat de cinq ans et non plus sept.
Pour les Français de l'étranger, les résultats sont les suivants :
|                | RPR            | Jacques Chirac          | 43 420  | 30,54 %    | 152 900 | 91,77 %    |  |  |
|                | PS             | Lionel Jospin           | 32 346  | 22,75 %    |         |            |  |  |
|                | Les Verts      | Noël Mamère             | 10 159  | 7,15 %     |         |            |  |  |
|                | FN             | Jean-Marie Le Pen       | 9 231   | 6,49 %     | 13 712  | 8,23 %     |  |  |
|                | DL             | Alain Madelin           | 9 193   | 6,47 %     |         |            |  |  |
|                | UDF            | François Bayrou         | 8 634   | 6,07 %     |         |            |  |  |
|                | MC             | Jean-Pierre Chevènement | 8 132   | 5,72 %     |         |            |  |  |
|                | LO             | Arlette Laguiller       | 4 006   | 2,82 %     |         |            |  |  |
|                | PRG            | Christiane Taubira      | 3 819   | 2,69 %     |         |            |  |  |
|                | Cap21          | Corinne Lepage          | 3 737   | 2,63 %     |         |            |  |  |
|                | LCR            | Olivier Besancenot      | 2 830   | 1,99 %     |         |            |  |  |
|                | FRS            | Christine Boutin        | 2 622   | 1,84 %     |         |            |  |  |
|                | MNR            | Bruno Mégret            | 1 702   | 1,2 %      |         |            |  |  |
|                | PC             | Robert Hue              | 1 207   | 0,85 %     |         |            |  |  |
|                | CPNT           | Jean Saint-Josse        | 892     | 0,63 %     |         |            |  |  |
|                | PT             | Daniel Gluckstein       | 252     | 0,18 %     |         |            |  |  |
|                |                |                         |         |            |         |            |  |  |
|                |                |                         | Nombre  | % inscrits | Nombre  | % inscrits |  |  |
| Inscrits       | Inscrits       | Inscrits                | 385 537 |            | 385 615 |            |  |  |
| Abstentions    | Abstentions    | Abstentions             | 241 838 | 62,73 %    | 215 097 | 55,78 %    |  |  |
| Votants        | Votants        | Votants                 | 143 699 | 37,27 %    | 170 518 | 44,22 %    |  |  |
|                |                |                         |         |            |         |            |  |  |
|                |                |                         |         | % votants  |         | % votants  |  |  |
| Blancs ou nuls | Blancs ou nuls | Blancs ou nuls          | 1 517   | 1,06 %     | 3 906   | 2,29 %     |  |  |
| Exprimés       | Exprimés       | Exprimés                | 142 182 | 98,94 %    | 166 612 | 97,71 %    |  |  |